# 荒尾干潟
荒尾干潟（あらおひがた）は、熊本県荒尾市にあるラムサール条約登録地の干潟である。

## 概要
有明海の中央部東側には、最大幅3.2km、長さ9.1km、面積約1656haと、日本全体の干潟面積の40％に及ぶ国内有数の干潟が広がっている。この広大な干潟の一部である荒尾干潟は、流入する大きな河川がなく、潮流によって土砂や貝殻が運ばれて堆積し、また、低潮線付近では砂が堆積し洲を形成する。比較的砂や貝殻が多く、有明海の他の干潟と比較し、泥は少なく、沿岸を普通に歩くことが出来、ぬかるむ事は少ない。ゴカイ類、貝類、小型の甲殻類が棲息している。シギ・チドリ類やクロツラヘラサギを始めとする多くの渡り鳥の中継地、越冬地として知られている。様々な生物が暮らす場であり、古くからノリの養殖やアサリ漁が盛んに営まれてきた。
かつての沿岸部は砂浜の広がった荒尾第二海水浴場があり、海水浴客のため南荒尾駅が新設され、ラジオで海水浴情報が毎日放送されるほどであったが、高度成長期の水質悪化により、海水浴場は廃止された。しかし現在、水質は徐々に向上しつつある。
干潟のある荒尾海岸沿いにはおよそ2.6kmにわたって松並木が続いている。また、毎年夏には荒尾市主催のマジャク釣り大会も開催されている。
環境省に国指定鳥獣保護区特別保護地区に指定され、2012年7月、絶滅危惧種クロツラヘラサギの個体数の0.1%以上を支える湿地、ズグロカモメの個体数の1％以上を定期的に支える湿地などが登録条件を満たしたとして、ラムサール条約に登録された。
2019年8月10日には市営の利用拠点施設「荒尾干潟水鳥・湿地センター」が開設された。

## 荒尾干潟の生物

### 鳥類
渡り鳥の有数の飛来地として知られている。シギ・チドリ類は、秋から春にかけて飛来し、中継地・越冬地として荒尾干潟に滞在する。秋季にはシロチドリ、キアシシギ、ダイゼン、トウネン、ソリハシシギ、メダイチドリなど、冬季にはハマシギ、シロチドリなど、春季にはオオソリハシシギ、キアシシギ、ダイゼンなどが多く見られる。シロチドリは荒尾市に唯一繁殖する鳥であることから市の鳥に選ばれている。
2008年に環境省が実施したモニタリングサイト1000シギ・チドリ類調査（春期）では、荒尾干潟のある荒尾海岸で6492羽ものシギ・チドリ類の飛来が観察され、これは全国2位の羽数であった。
そのほか、環境省のレッドリストで絶滅危惧ⅠB類に指定されているクロツラヘラサギや、同じくⅡ類のツクシガモ、ズグロカモメなど、多くの希少な渡り性水鳥とっても、大切な越冬地となっている。

### 底生動物
河川の運ぶ土砂には有機物が豊富に含まれており、干出と水没が繰り返される中で激しく攪拌され、絶えず巻き上げられて海水と混ざる。豊富な有機物を含んだ海水は海草や無数のプランクトンを養い、そしてゴカイ類や二枚貝などの底生生物がそれらを捕食し、さらにシギ・チドリ類などがその底生生物を捕食し、豊かな干潟は維持されている。また、底生生物の活動により水質は浄化されている。
- アナジャコ - 有明海では「マジャク」と呼び、市の特産品となっている[4]。
- タイラギ - 環境の変化により有明海では著しく個体数が減少している。
- チゴガニ
- フサゴカイ

## 干潟保全の取組み

### 民間の取組
近年、水質の悪化による赤潮などの発生や、資源の減少などで漁獲量が減少しているため、漁業組合が中心となって干潟の耕作や砂を撒くなどの再生事業を行っている。

### 荒尾市の取組
荒尾市では、荒尾干潟がラムサール条約に登録された7月3日を記念し、この日を「荒尾干潟の日」と制定。市では、「荒尾干潟の日」を中心に、干潟の重要性の普及啓発や環境保全活動等に取り組んでいる。

### 熊本県の取組
熊本県は、「くまもと・みんなの川と海づくりデー」を制定し、毎年8月に有明海・八代海再生に向けた県民運動の一環として、県や市町村などが主催し、住民や漁協、企業などと協働して川や海を一斉清掃する活動を行っている。

## 所在地・交通アクセス
- 所在地：熊本県荒尾市増永・一部・蔵満ほか
  - ※荒尾干潟水鳥・湿地センターの所在地は熊本県荒尾市蔵満20番地1[5]
- 九州旅客鉄道（JR九州）鹿児島本線南荒尾駅から徒歩（同駅から荒尾干潟水鳥・湿地センターまでは約700m）
- 九州自動車道南関インターチェンジから熊本県道29号・国道389号経由36分(18km)